# Óscar Elías Biscet
Óscar Elías Biscet González (La Habana, 1961) es un médico cubano quien fue encarcelado por el gobierno de ese país en calidad de prisionero político. Acusado de denunciar ante el gobierno cubano su sistema sanitario, cumplía condena de 25 años de cárcel, tras ser considerado una amenaza para el estado. Fue puesto en libertad el 11 de marzo de 2011.

## Biografía
Nació en La Habana, Cuba, el 20 de julio de 1961. En 1985 se graduó en medicina, en la especialidad de medicina interna.
En el año de 1986 protagoniza su primera protesta a causa de largas horas sin paga que los médicos cubanos deben ofrecer; en consecuencia es suspendido profesionalmente del Hospital Nacional por el período de un año. 
A partir de 1987 comienza la práctica y enseñanza de la medicina en el Hospital Materno Infantil Hijas de Galicia, en La Habana. Hacia finales de la década de 1980, da comienzo a sus actividades cívicas manifestándose contra de los abusos cometidos por el gobierno de su país. En 1994 se le abre un expediente por "peligrosidad".
En 1997, crea la Fundación Lawton por los Derechos Humanos con la finalidad de promover pacíficamente la defensa de los derechos humanos, tomando como base el derecho a la vida, y que desarrolla su actividad a través de la desobediencia civil no violenta. Ese mismo año realiza un estudio sobre la utilización de un fármaco específico en las prácticas abortivas, “Rivanol: Un método para destruir la vida”, en el cual se describen los métodos abortivos comúnmente utilizados en el sistema de salud cubano y se denuncia que la metodología del Rivanol era completada, de ser necesario, con la falta de asistencia al neonato en caso del nacimiento del niño vivo. El estudio fue publicado en abril de 1998 y entregado oficialmente al gobierno cubano, con una carta dirigida el presidente Fidel Castro el 9 de junio de 1998, en la que denunciaba al sistema de salud cubano por estos hechos, siendo despedido al año siguiente del sistema nacional sanitario.

## Arresto
En agosto de 1999, Biscet, junto con otras dos docenas de disidentes, fueron detenidos por la policía cubana por organizar mítines en La Habana y Matanzas. Fue liberado cinco días antes, el 17 de agosto de 1999. Afirmó que mientras estuvo bajo custodia, la policía lo torturó golpeándolo, pateándolo, desnudándolo y quemándolo. El gobierno entonces amenazó con detenerlo por más tiempo si continuaba promoviendo sus actividades contrarrevolucionarias en Cuba. Posteriormente,  tras una huelga de hambre ese mismo año fue enviado nuevamente a prisión por una condena de 3 años por "deshonra a un símbolo nacional", "desorden público" e "instigación a delinquir", luego de haber protestado por la falta de libertad de Cuba mostrando la bandera cubana al revés.
Siendo calificado por Amnistía Internacional como un prisionero de conciencia. Tras su liberación en 2002, fue arrestado un mes después y, acusado de ser una amenaza para el estado, condenado a 25 años de cárcel. A partir de ese momento cumplió condena en la prisión Kilo 5 de Pinar del Río y después trasladado hacia la mayor penitenciaria cubana El Combinado del Este en La Habana.
Fue puesto en libertad el 11 de marzo de 2011 y estuvo entre los 12 prisioneros políticos que se negaron a salir desterrados de Cuba, tras la huelga de hambre por 135 días, en febrero del 2010, de Guillermo Farinas en protesta por la muerte en prisión del también preso político Orlando Zapata Tamayo, puesto que con la huelga de hambre de Farinas, se logró una gran atención de la opinión pública internacional sobre el tema cubano y finalmente, el gobierno cubano tuvo, que liberar a 116 prisioneros políticos, la mayoría de los cuales aceptaron el destierro.

## Premios y galardones
En 2007 el Gobierno de los Estados Unidos le concedió la Medalla Presidencial de la Libertad. Además, en 2009 fue nominado al Premio Príncipe de Asturias de la Concordia.